# Ten Square Games
Ten Square Games S.A. – polski producent oraz wydawca gier mobilnych, dystrybuowanych w modelu free to play, m.in. Let’s Fish, Fishing Clash, Wild Hunt, Hunting Clash, Wings of Heroes i Real Flight Simulator. W przeszłości jedna z najwyżej wycenianych spółek z branży gier na Giełdzie Papierów Wartościowych w Warszawie. W szczytowym okresie, tj. w czasie pandemii koronawirusa i krótko po niej, spółka zatrudniała ponad 500 osób, a jej gry miały ponad 21 mln aktywnych użytkowników na całym świecie.

## Historia
Nazwa firmy nawiązuje do dziesięciu metrów kwadratowych wrocławskiego biura, w którym Ten Square Games rozpoczynała działalność. Spółkę założyli w 2011 roku Maciej Popowicz oraz Arkadiusz Pernal – wcześniej twórcy serwisu społecznościowego Nasza Klasa (nk.pl). W 2014 zdecydowano o zaprzestaniu produkcji gier przeglądarkowych i skupieniu się wyłącznie na grach mobilnych.
11 maja 2018 spółka zadebiutowała na GPW z wyceną 350 mln zł, osiągając na zamknięciu pierwszego dnia prawie 35-procentowy wzrost, co uplasowało ją w grupie najwyżej wycenianych producentów gier na polskiej giełdzie. W 2020 spółka zanotowała rekordowe w swojej historii wyniki przychodów na poziomie 578 mln zł, co oznaczało wzrost o 140% proc. rok do roku. W opinii analityków wyniki te miały związek przede wszystkim z trwającą w tym czasie pandemią koronawirusa i ograniczeniami w dostępie do innych form rozrywek. W efekcie giełdowa wartość TSG przekroczyła 1 mld USD (około 4,06 mld zł).
W kolejnych latach, z uwagi m.in. na słabnącą pozycję na międzynarodowym rynku gier mobilnych i spadek zaufania inwestorów, spółce nie udało się utrzymać takiego poziomu wyników finansowych. Przykładowo w 2022 spółka wypracowała zysk na poziomie 52,3 mln zł.
W 2021 Ten Squre Games przejęła włoskie studio RORTOS, specjalizujące się w segmencie mobilnych symulatorów lotu. Spółka ma obecnie studia we Wrocławiu i Weronie.
W 2021 gra Fishing Clash uzyskała akredytację do publikacji na rynku chińskim, ale utraciła ją w 2023.
W kwietniu 2023 spółka ogłosiła zamiar zwolnienia 25 proc. załogi, tj. około 120 pracowników, a także zaprzestania prac nad dwoma kluczowymi grami: Undead Clash i Fishing Masters, na rozwój których przeznaczyła ponad 25 mln zł. W tym samym miesiącu z zasiadania w zarządzie odeszli Maciej Zużałek i Wojciech Gattner, a stanowisko prezesa objął Andrzej Ilczuk. W efekcie wartość giełdowa spółki spadła do poziomu około 600 mln zł.

## Kontrowersje
W kwietniu 2021 rada nadzorcza Ten Square Games określiła kluczowe parametry programu motywacyjnego. Zarząd spółki był uprawniony do wypłaty premii po osiągnięciu zysku EBITDA na poziomie 248,8 mln zł. W wyniku zmiany otoczenia rynkowego, w październiku 2021 rada nadzorcza zrewidowała w dół kluczowy próg programu motywacyjnego o 8 proc. do EBITDA na poziomie 228,9 mln zł. W listopadzie 2021 zarząd spółki zapewnił publicznie, że cele programu motywacyjnego nie zostaną ponownie obniżone. Tymczasem w kwietniu 2022 rada nadzorcza przyznała członkom zarządu nowy komponent wynagrodzenia poniżej progów programu motywacyjnego, co zostało odebrane jako brak wiary w wyniki spółki i próbę wypłaty dodatkowego wynagrodzenia pomimo braku osiągnięcia zadeklarowanych celów finansowych.

## Gry
Ten Square Games wydała dotąd około 200 tytułów, których łączna liczba pobrań na świecie przekroczyła 280 mln. Studio specjalizuje się głównie w grach sportowo-symulacyjnych. Do najpopularniejszych gier studia należą:
- Let’s Fish
- Fishing Clash
- Wild Hunt
- Hunting Clash

Wraz z przejęciem spółki RORTOS do portfolio Ten Square Games dołączyły gry z segmentu symulatorów lotu, m.in. Airline Commander, Real Flight Simulator oraz Extreme Landings.